# Metalcore progressif

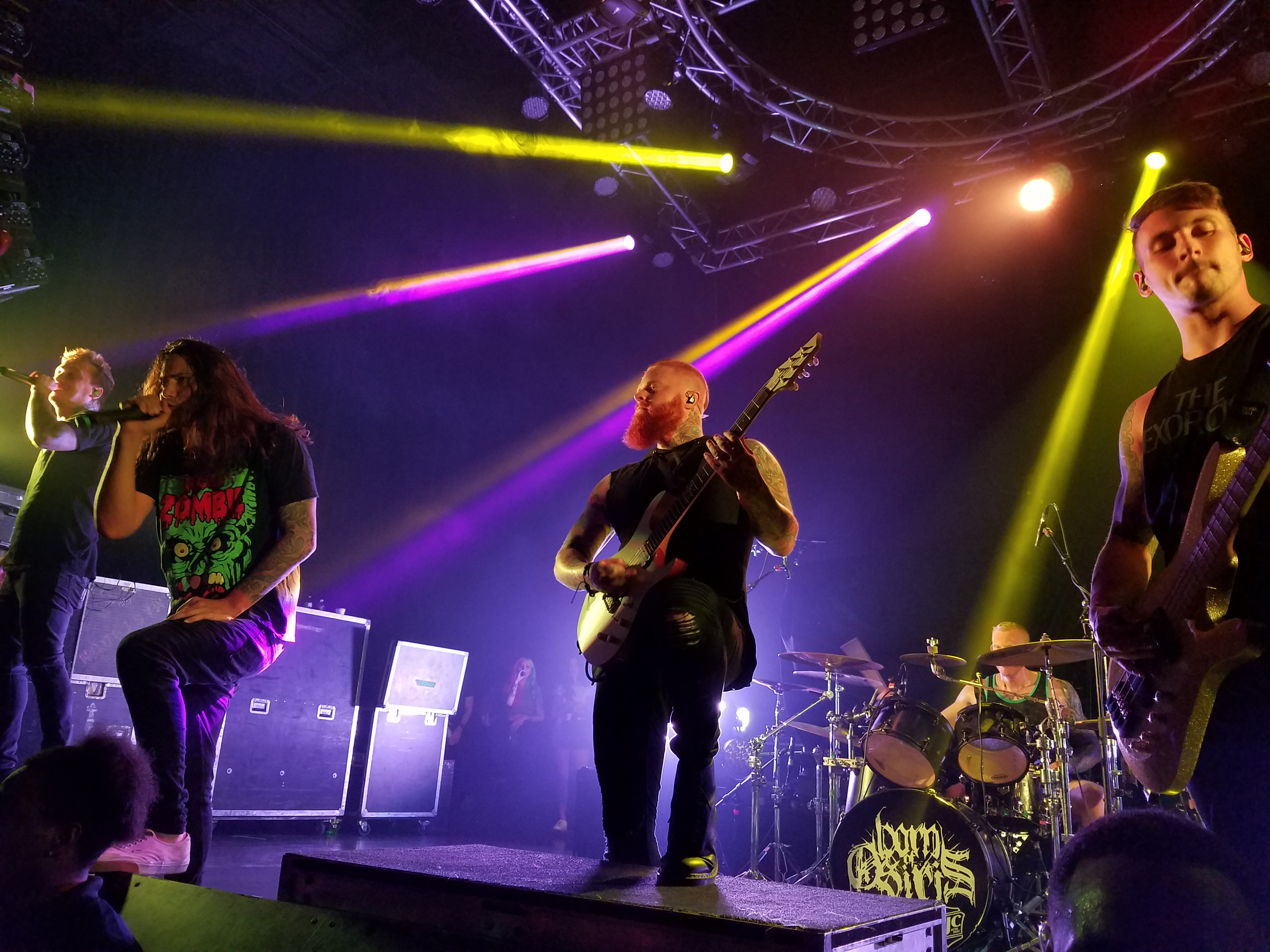

Le metalcore progressif, aussi appelé metalcore technique ou metalcore ambiant, est un sous-genre de heavy metal alliant principalement le metalcore et le metal progressif caractérisé par une guitare solo hautement technique, des éléments « atmosphériques » et une instrumentation complexe,,,,,,. Il émerge au début des années 2010 et y connait très rapidement un gros succès sur la scène metal, permettant par exemple d'être joué dans des grands festivals comme le Hellfest, le Reading ou le Download.

## Histoire
Le metalcore progressif a évolué à partir du metal progressif et du metalcore dans les années 1990. After the Burial est un pionnier du genre, formé en 2004 et promouvant « un son qui repousse les limites de la lourdeur grâce à l'utilisation d'un travail de guitare à grande échelle. » Selon la société de billetterie numérique AXS, « After The Burial joue du metalcore progressif et a été un contributeur clé au son du djent. » Erra a été qualifié de « fer de lance de tout le mouvement metalcore moderne/progressif » et noté pour son « équilibre entre riffs impliqués, beaux moments propres et solos savoureux. » Ils ont été formés en 2009 et expriment leur version unique du « metalcore technique progressif » en utilisant des « arrangements précis de type stop-and-start. »
Selon Metal Insider en 2010, « des groupes de metalcore progressif apparaissent maintenant un peu partout. » I, the Breather « n'étaient pas exactement les premiers » à jouer du « metalcore technique », mais ils sont connus pour leur instrumentation « bien construite » ; ils ont influencé le style aux côtés de For Today et Born of Osiris,, qui ont été qualifiés de « bastions du metalcore technique moderne » pour leur album Tomorrow We Die Alive, sorti en 2013. Carcer City est un groupe de metalcore progressif qui met en avant « des riffs techniques au milieu de sections atmosphériques plus proéminentes » et qui a été décrit comme du « metalcore ambiant ». Selon Corey Deiterman du Houston Press, Northlane est l'un des principaux contributeurs de ce style et « fait des vagues avec sa marque particulière de metalcore progressif, qui se caractérise par une utilisation intéressante de l'espace et de l'ambiance. » Invent, Animate est un groupe de metalcore progressif qui s'est formé au Texas en 2011, Il a été comparé à Northlane et Erra,. Il se concentre sur la « syncope de sa musique pour aider à construire [...] des paysages sonores ambiants. » Le groupe I Am Noah s'est formé en 2015 ; ancré dans le « metalcore ambiant », leur premier album était « défini par ses riffs progressifs et ses assauts percussifs . » Volumes est un groupe de metalcore progressif influencé par le djent qui a été acclamé par la critique pour sa chanson « définissant sa carrière », Edge of the Earth, et pour son album de 2017, Different Animals,.

## Caractéristiques
Aux premiers abords, le metalcore progressif est une musique complexe, agressive et lourde (parfois ambiante) mêlant les rythmiques élaborées du djent, l'agressivité du deathcore, des refrains puissants aux sonorités parfois très pop rock ainsi que des paroles aux thèmes récurrents comme l'astronomie, l'écologie, la politique ou encore la psychologie. La composition est plus élaborée et plus complexe que le metalcore classique, via l'utilisation de structures plus complexes, de morceaux plus long, une harmonie plus variée et imprévisible (changements de gammes, atonalité, intervalles dissonnants, accords complexes), ainsi que des éléments rythmiques complexes héritées notamment du djent (polyrythmie, triolets, changements de tempo, etc.).
Les guitaristes sont souvent accordés plus grave qu'un accordage standard (par exemple : le drop, pratiqué entre autres par Erra ou Silent Planet) ou se servent d'instruments possédant plus de cordes, une guitare normale en ayant six, il est fréquemment possible d'observer des instruments à sept ou huit cordes. Les guitares sont majoritairement saturées mais cela n'empêche pas l'apparition des sons clairs dans des sections plus douces de certaines compositions (combo souvent utilisé : guitares rythmiques saturés sur fond d'arpèges ou cleans avec effet de réverbération en ambiance),,. Les guitaristes sollicitent souvent l'usage de palm mute, de sweep picking, de tapping et de tremolo. Contrairement à d'autres styles plus classiques, les solos sont beaucoup moins présents dans les compositions de metalcore progressif, la complexité des parties rythmiques compensant largement cette absence.
Pour la composition physique de la batterie, les batteurs peuvent tout aussi bien avoir un set de percussions très réduit (par exemple : Amael Durand de Novelists) ou plus fourni (par exemple : Boris Le Gal de Betraying the Martyrs) mais il est rare de voir des sets de percussions énormes (tels que celui de Mike Portnoy entre autres). Les batteries sont généralement composée d'une ou deux grosses caisses, d'une caisse claire, d'au moins un tom (un tom grave lorsqu'il y en a qu'un) et de trois à une dizaine de cymbales. Parmi les plus utilisées, la charleston et la china semblent être inhérentes et indispensables au style. Comme bon nombre de batteurs, le son de la caisse claire, de la grosse caisse ainsi que des toms est retravaillé après enregistrement à l'aide de triggers. Le son des cymbales lui reste en revanche naturel. Les batteurs font parfois démonstration de techniques comme les blast beats, bien qu'ils ne l'utilisent pas aussi fréquemment que les percussionnistes de black ou de death metal. L'usage d'une double pédale ou de plusieurs grosses caisses est par contre omniprésent dans ces styles, le metalcore progressif n'y faisant pas exception. Celui-ci permettant d'assumer des rythmiques saccadées et rapides aussi bien avec les pieds qu'avec les mains.
Les bassistes sont, comme les guitaristes, soit accordés plus grave que le standard, soit en possession d'instruments avec plus de cordes. Une basse normale en ayant quatre, il est fréquemment possible d'observer des instruments à cinq cordes, les plus généreux pouvant aller jusqu'à sept (par exemple : Danny Hauser de Veil of Maya). La plupart des bassistes jouent pour la plupart en son clair mais certains utilisent une saturation pour apporter plus d'agressivité et de présence à leur son. Les bassistes sont majoritairement munis de plectres, ce qui leur donne plus de précision et de rapidité. C'est en revanche un inconvénient pour l'usage de techniques spécifiques à la basse tel que le slap (technique se pratiquant seulement avec les doigts) mais certains pratiquent parfois le palm mute ou le tapping, des techniques normalement propres aux guitaristes.
Les chanteurs de ce style pratiquent très souvent le chant guttural mais le chant clair y a également une place très importante. Beaucoup de chansons de metalcore progressif ont une structure mettant en avant le chant guttural sur les couplets et le chant claire sur les refrains, ce qui laisse même la place, parfois, à deux chanteurs (Tim Lambesis et Josh Gilbert de As I Lay Dying par exemple ou Garrett Russell et Thomas Freckleton de Silent Planet). L'un n'empêchant pas l'autre, certains sont parfois en capacité d'assumer toutes les lignes de chant comme Spencer Sotelo de Periphery ou Philippe Charny Dewandre de Kadinja. Les techniques utilisées peuvent être le growl, le fry ou le grunt (voir chant guttural).

## Artistes et groupes notables
- The Afterimage (Canada)
- Architects (Royaume Uni)
- Betraying the Martyrs sur leurs albums plus récents (France)
- Born of Osiris sur leurs albums plus récents (États-Unis)
- Erra (États-Unis)
- Monuments (Royaume-Uni)
- Novelists (France)
- Northlane (Australie)
- Periphery, sur une partie de leur répertoire (États Unis)
- Silent Planet (États-Unis)
- Texas in July (États-Unis)